# Sjökrigsrätt
Sjökrigsrätt är en del av folkrätten och därmed en nationell reglering av vissa internationella förhållanden. I Sverige blir konventioner giltiga genom att deras regler ingår i Sveriges nationella rätt. De binder dock stater endast i den utsträckning och så länge som dessa vill.
Utvecklingen av sjökrigsföringsregler har främst kommit till stånd vid 1856 års Paris-kongress, 1907 års Haagkonvention och 1909 års konferens i London. Där fastslogs att i sjökrig får i princip krigsvåld endast utövas av örlogsfartyg. Handelsfartyg kan göras om till krigsfartyg inom den krigförandes eget område men ej inom neutralt territorium. Krigsvåld på det fria havet får endast avse motpartens och ej neutrala fartyg.
Krigförande har rätt att uppbringa handelsfartyg, om han därigenom spärrar av fienden från varor av någon betydelse för dess krigföring och folkförsörjning (ovillkorligt krigskontraband). Krigsbytesrätten begränsas således ej enbart till fientligt fartyg och gods utan utsträcks även till neutrala makters handel med fienden.
Regler om blockad, som innebär en avspärrning medelst sjöstridskrafter av trafiken på fiendens hamnar eller kuster, ger ytterligare tyngd åt handelskrigets utsträckning till neutrala makter. På dessas sjöterritorium får inga krigshandlingar företas. Däremot får krigförande örlogsfartyg och priser färdas genom neutralt sjöterritorium och äger tillträde till neutrala hamnar. Tillträdet är i princip begränsat till 24 timmar.
Inom neutralt territorium får sjövärdigheten men ej stridsdugligheten ökas. Neutrala stater kan själva ytterligare begränsa tillträdesrätten. Neutral makter måste alltid försvara sin neutralitet. Hindras inte en kränkning så föreligger neutralitetsbrott, och då frikallas de krigförande från skyldigheten att respektera neutraliteten.
Den idag för svenskt vidkommande gällande sjökrigsrätten finns nedtecknad i Förordning (1982:756) om Försvarsmaktens ingripande vid kränkningar av Sveriges territorium under fred och neutralitet m. m. (IKFN-förordningen).